# ضربه پنهان
ضربه پنهان (انگلیسی: Hidden Strike) که با عنوان پروژهٔ ایکس-اصطکاک هم شناخته می‌شود، یک فیلم اکشن-کمدی و ماجراجویانه آمریکایی-چینی به کارگردانی اسکات وا با بازی جکی چان، جان سینا، سوشمیتا سن و پیلو اسبک است. 

## خلاصه داستان
در دنیایی که با جنگ ویران شده است، هیچ چیز ارزشمندتر از نفت نیست. بنابراین وقتی گروهی از سرکشان مسلح یک پالایشگاه نفت چین در عراق را تصرف می‌کنند، شرکت مالک به بهترین‌ نیروهای ویژه چینی به فرماندهی فنگ لو (جکی‌چان) و جوخه نخبه‌اش روی می‌آورد. ناگهان یک تفنگدار آمریکایی به نام کریس ون هورن (جان سینا) در سر راه آنها قرار می‌گیرد که مشکل شخصی با تروریست‌ها دارد. در نتیجه دو جنگجو بدخلق باید برای خنثی کردن یک سرقت نفتی، زبان مشترکی پیدا کنند.

## بازیگران
- جکی چان
- جان سینا
- سوشمیتا سن
- پیلو اسبک

## گویندگان(دوبله)
دوبله این فیلم در زمستان سال 1402 به مدیریت بهمن هاشمی و صدابرداری رژین جشن سده در واحد دوبلاژ شبکه آموزش انجام شد و در نهایت از شبکه نمایش و شبکه تهران پخش شد.
| بازیگر               | نقش             | دوبلور         |
| -------------------- | --------------- | -------------- |
| جکی چان              | آزدها لو        | سعید مظفری     |
| جان سینا             | کریس فان هورن   | منوچهر زنده‌دل  |
| ما زینرویی           | مامور ارشد      | رزیتا یاراحمدی |
| سیلوستر استالونه     | سیلوستر         | بهمن هاشمی     |
| گونگ جون و ژنوی وانگ | شاوی و های میگر | علی بیگ محمدی  |
| هانی عادل            | کاپیتال ازیر    | دانیال الیاسی  |
| تیتراژ               | تیتراژ          | خسرو شمشیرگران |
| جیانگ ونلی           | پروفسور راینچنگ | سیما رستگاران  |

## تولید
تصویربرداری اصلی این فیلم در سال ۲۰۱۸ انجام شد. سیلوستر استالونه در ابتدا به پروژه پیوست اما به دلیل تعهدات خود با کرید ۲ کنار رفت. جان سینا بعداً جایگزین او در این نقش شد. 